# Lipová, Děčín
Lipová là một làng thuộc huyện Děčín, vùng Ústecký, Cộng hòa Séc.